# Turno (nome)
Turno  è un nome proprio di persona italiano maschile.

## Varianti in altre lingue
- Catalano: Turn[4]
- Latino: Turnus[1][4][5]
- Spagnolo: Turno[4]

## Origine e diffusione

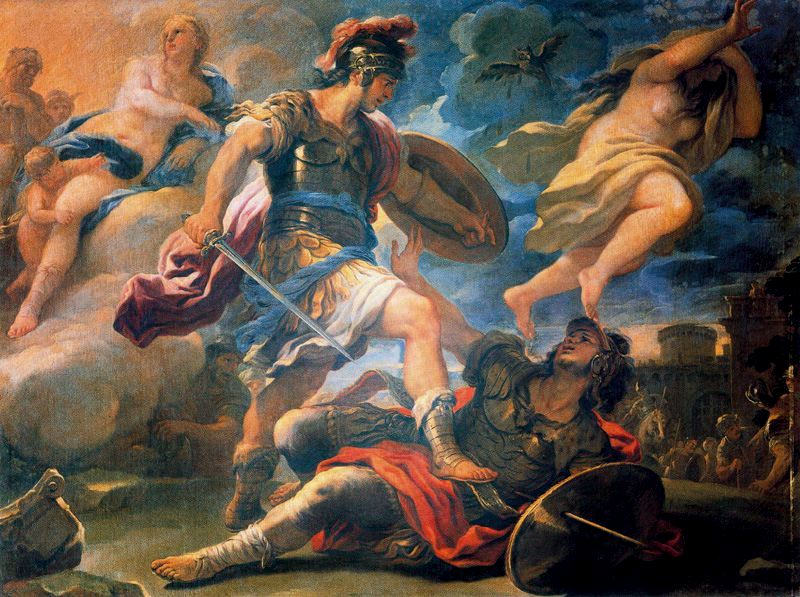
Enea vince Turno, di Luca Giordano

Nome di scarsa diffusione, che richiama la figura di Turno, re dei Rutuli e rivale di Enea, di cui si narra nell'Eneide. Una piccola spinta all'utilizzo del nome giunse negli anni Cinquanta, grazie al romanzo storico di Mika Waltari Turms l'etrusco.
Turno deriva dal latino Turnus, la cui etimologia è ignota; secondo alcune fonti, potrebbe essere un adattamento del nome di Turms, una delle principali divinità del pantheon etrusco, mentre altri studi ipotizzano che si tratti di una forma semplificata di Tyrrhenus (in greco Τυρρηνός, Tyrrhênós), ossia Tirreno, nome con cui il personaggio è chiamato dallo storico Dionigi di Alicarnasso, che vuol dire "etrusco".

## Onomastico
Il nome è adespota, ossia privo di santo patrono; l'onomastico si può festeggiare eventualmente il 1º novembre, in occasione di Ognissanti.